# Associazione Sportiva Livorno Calcio 1998-1999
Questa pagina contiene i dati relativi alla stagione sportiva 1998-1999 dell'Associazione Sportiva Livorno Calcio.

## Stagione
Il Livorno disputa il girone A del campionato di Serie C1. Termina il campionato dodicesimo con 40 punti in classifica, a pari merito con Varese e Padova evitando per un soffio i playout, gli spareggi per evitare la retrocessione, molto lontano dai vertici del torneo, a meno 25 punti dall'Alzano capolista. Nella Coppa Italia subito fuori nel primo turno, per mano della Reggina. Nella Coppa Italia di Serie C il Livorno entra in scena nei Sedicesimi, eliminando il Pontedera, negli Ottavi supera il Sassuolo, mentre nei Quarti viene estromesso dal torneo dal Siena. Miglior realizzatore stagionale dei toscani Enrico Fantini autore di 12 reti. La vera svolta della stagione degli amaranto si ha il 1º marzo 1999, quando sbarca a Livorno Aldo Spinelli, coinvolto dalle autorità cittadine e dagli imprenditori portuali livornesi, a prendere il posto della famiglia Achilli, da sette anni alla presidenza dei labronici. Uomo di calcio ed ex guida del Genoa, per il Livorno è l'inizio di una nuova era calcistica.

## Rosa
| N. |                     | Ruolo | Calciatore                 |
| -- | ------------------- | ----- | -------------------------- |
|    | Italia (bandiera)   | P     | Davide Falcioni            |
|    | Italia (bandiera)   | P     | Fabrizio Calattini         |
|    | Italia (bandiera)   | D     | Emiliano Lugheri           |
|    | Italia (bandiera)   | D     | Richard Vanigli            |
|    | Italia (bandiera)   | D     | Giuseppe Geraldi           |
|    | Italia (bandiera)   | D     | Maurizio Domizzi           |
|    | Italia (bandiera)   | D     | Mario Stancanelli          |
|    | Italia (bandiera)   | D     | Marco Ogliari              |
|    | Italia (bandiera)   | D     | Silvio Vittorio Giampietro |
|    | Svizzera (bandiera) | C     | Giuseppe Manfreda          |
|    | Italia (bandiera)   | C     | Marco Merlo                |

| N. |                   | Ruolo | Calciatore           |
| -- | ----------------- | ----- | -------------------- |
|    | Italia (bandiera) | C     | Elio Di Toro         |
|    | Italia (bandiera) | C     | Fabio Cinetti        |
|    | Italia (bandiera) | C     | Alessandro Sturba    |
|    | Italia (bandiera) | C     | Giuliano Gentilini   |
|    | Italia (bandiera) | C     | Pasquale De Vincenzo |
|    | Italia (bandiera) | C     | Simone Erba          |
|    | Italia (bandiera) | A     | Enrico Fantini       |
|    | Italia (bandiera) | A     | Giovanni Tiberi      |
|    | Italia (bandiera) | A     | Christian Scalzo     |
|    | Italia (bandiera) | A     | Denis Godeas         |
|    | Italia (bandiera) | A     | Enio Bonaldi         |

## Risultati

### Campionato

#### Girone di andata
| Arbitro: | Ambrosino (Torre del Greco) |

|                         |           |  |
| Bonaldi 47’ (rig.), 77’ | Marcatori |  |

| Arbitro: | Cavuoti (Vasto) |

|  |           |            |
|  | Marcatori | 40’ Scalzo |

| Arbitro: | Urbano (Carbonia) |

|                       |           |              |
| Merlo 16’ Fantini 28’ | Marcatori | 14’ Fioretti |

| Arbitro: | Strocchia (Nola) |

|                   |           |                    |
| Ginestra 10’, 76’ | Marcatori | 65’ (rig.) Bonaldi |

| Arbitro: | Cruciani (Pesaro) |

|  |           |                        |
|  | Marcatori | 62’ Vanigli 76’ Scalzo |

| Arbitro: | Strocchia (Nola) |

|                        |           |  |
| Bonaldi 21’ Scalzo 34’ | Marcatori |  |

| Arbitro: | Ciccoianni (Ascoli Piceno) |

|             |           |             |
| Belleri 93’ | Marcatori | 12’ Bonaldi |

| Arbitro: | Battaglia (Messina) |

|             |           |               |
| Bonaldi 17’ | Marcatori | 63’ Rimondini |

| Arbitro: | Cirone (Palermo) |

|                      |           |             |
| Menchetti 65’ (rig.) | Marcatori | 14’ Mazzoli |

| Arbitro: | Ciulli (Roma) |

|             |           |              |
| Geraldi 80’ | Marcatori | 57’ Giacobbo |

| Arbitro: | Nigro (Torre del Greco) |

|  |           |              |
|  | Marcatori | 48’ Delpiano |

| Arbitro: | Papini (Perugia) |

|                     |           |                   |
| Figaia 45+1’ (rig.) | Marcatori | 89’ (rig.) Godeas |

| Arbitro: | Saccani (Mantova) |

|                  |           |            |
| Fantini 13’, 90’ | Marcatori | 87’ Fiorio |

| Arbitro: | Battaglia (Messina) |

|                      |           |  |
| Bernini 66’ Masi 89’ | Marcatori |  |

| Livorno 20 dicembre 1998 15ª giornata | Livorno        | 0 – 0 | Siena | Stadio Armando Picchi\| Arbitro: \| Palanca (Roma) \| |
| Arbitro:                              | Palanca (Roma) |       |       |                                                       |

| Arbitro: | Bonin (Trieste) |

|                 |           |             |
| De Battisti 43’ | Marcatori | 34’ Fantini |

| Arbitro: | Battaglia (Messina) |

|                         |           |              |
| Bonaldi 46’ Fantini 85’ | Marcatori | 57’ Vincioni |

#### Girone di ritorno
| Arbitro: | Gasperoni (Ancona) |

|           |           |             |
| Rocchi 7’ | Marcatori | 81’ Geraldi |

| Arbitro: | Semeraro (Taranto) |

|             |           |              |
| Lugheri 91’ | Marcatori | 60’ Saverino |

| Arbitro: | Cruciani (Pesaro) |

|                 |           |  |
| Castiglione 81’ | Marcatori |  |

| Livorno 31 gennaio 1999 21ª giornata | Livorno            | 0 – 0 | SPAL | Stadio Armando Picchi\| Arbitro: \| Esposito (Trapani) \| |
| Arbitro:                             | Esposito (Trapani) |       |      |                                                           |

| Arbitro: | Ferrari (Roma) |

|            |           |  |
| Sturba 15’ | Marcatori |  |

| Arbitro: | N. Ayroldi (Molfetta) |

|               |           |  |
| Bertolini 51’ | Marcatori |  |

| Arbitro: | Nigro (Torre del Greco) |

|             |           |          |
| Geraldi 14’ | Marcatori | 94’ Donà |

| Arbitro: | Zaltron (Bassano del Grappa) |

|                       |           |                        |
| Simeoni 10’ Zanon 84’ | Marcatori | 11’ Fantini 23’ Tiberi |

| Arbitro: | Cavallaro (Legnago) |

|                      |           |                               |
| Matteazzi 60’ (aut.) | Marcatori | 25’ Polidori 48’ (rig.) Falco |

| Arbitro: | Papini (Perugia) |

|                                                |           |                                   |
| Massara 47’ Recchi 60’ Zampagna 64’ Rinino 84’ | Marcatori | 42’ Stancanelli 72’, 92’ Manfreda |

| Arbitro: | Strocchia (Nola) |

|                       |           |           |
| Porfido 10’ Memmo 85’ | Marcatori | 3’ Scalzo |

| Livorno 11 aprile 1999 29ª giornata | Livorno       | 0 – 0 | Saronno | Stadio Armando Picchi\| Arbitro: \| Ardito (Bari) \| |
| Arbitro:                            | Ardito (Bari) |       |         |                                                      |

| Padova 18 aprile 1999 30ª giornata | Padova                | 0 – 0 | Livorno | Stadio Euganeo\| Arbitro: \| S. Ayroldi (Molfetta) \| |
| Arbitro:                           | S. Ayroldi (Molfetta) |       |         |                                                       |

| Arbitro: | Cassarà (Palermo) |

|  |           |                                               |
|  | Marcatori | 2’, 38’ Masi 66’ Alteri 85’ (rig.) Affatigato |

| Arbitro: | Cassarà (Palermo) |

|              |           |              |
| Ghizzani 77’ | Marcatori | 51’ Manfreda |

| Livorno 9 maggio 1999 33ª giornata | Livorno          | 0 – 0 | Brescello | Stadio Armando Picchi\| Arbitro: \| Verrucci (Fermo) \| |
| Arbitro:                           | Verrucci (Fermo) |       |           |                                                         |

| Arbitro: | Cavuoti (Vasto) |

|                   |           |             |
| Bizzarri 40’, 82’ | Marcatori | 84’ Fantini |

## Coppa Italia
| Arbitro: | Borriello (Mantova) |

|             |           |           |
| Fantini 29’ | Marcatori | 25’ Yaqué |

| Arbitro: | Strazzera (Trapani) |

|                                     |           |  |
| Pasino 1’ Briano 39’ Bombardini 70’ | Marcatori |  |

### Coppa Italia Serie C
| Arbitro: | Linfatici (Viareggio) |

|            |           |              |
| Godeas 85’ | Marcatori | 71’ Randazzo |

| Arbitro: | Saccani (Mantova) |

|  |           |                         |
|  | Marcatori | 72’ Ferretti 90’ Scalzo |

| Arbitro: | Soffritti (Ferrara) |

|  |           |             |
|  | Marcatori | 92’ Geraldi |

| Arbitro: | Zaltron (Bassano del Grappa) |

|                          |           |  |
| Apolloni 72’ Fantini 82’ | Marcatori |  |

| Arbitro: | Gabriele (Frosinone) |

|                                              |           |               |
| De Vincenzo 20’ Fantini 58’, 73’ (rig.), 85’ | Marcatori | 75’ D'Ainzara |

| Arbitro: | Ferone (Terni) |

|                                                    |           |  |
| Arcadio 22’ Ghizzani 36’, 45’ Calattini 72’ (aut.) | Marcatori |  |